# 박순 (조선)
박순(朴淳, 1523년 ~ 1589년)은 조선의 문신이며 성리학자, 시인이다. 본관은 충주. 자는 화숙(和叔), 호는 사암(思菴), 시호는 문충(文忠)이다.
성균관 대사성 박우(朴祐)의 아들이며 눌재(訥齋) 박상(朴祥)의 조카이다. 훈구파와 신진 사림의 교체기에 조식과 이황의 문하생으로서 사림운동에 전력한 선비이자 관료로서, 왕의 외삼촌이자 훈구파의 대부였던 윤원형을 축출시켜 조선 역사에 사림의 시대를 열었다. 성균관 대사성, 예조판서, 이조판서, 한성부 판윤 등을 거쳐 우의정, 좌의정, 영의정에 올랐고 청백리에 녹선됐다. 정승은 내리 14년을 지냈으며, 그 중 영의정은 7년을 지내어 조선시대를 통틀어 장원급제자는 영의정이 되지 못한다는 징크스를 깬 몇 안되는 인물이기도 하다.
그는 중종실록을 마무리할 정도의 학자이자 관료였던 부친에게 14세까지 배웠고, 15세에 서경덕의 문인(門人)으로 들어가 수학하며, 책과 실제를 병행하는 학풍으로 평생을 살았다. 고정관념에 얽매이거나 구애받는 것을 싫어했다. 이런 그의 성향으로 원로가 된 후에도 한참 후배였던 율곡 이이나 성혼과도 교우가 매우 두터웠으며 이 때문에 서인(西人)으로 지목되면서 당시 주류 유학계의 탄핵을 받았다. 그의 동문이나 문하생들이 모두 동인(東人)이 되어 그를 공격했고 14년간이나 지켜왔던 정승 자리에서 내려와 포천에 은거했다. 시호는 문충이며, 홍문관 대제학 겸 영의정으로 품계는 대광보국숭록대부이다. 사후 1591년 광국원종공신 1등에 추서되었다.

## 유소년기
1523년(중종 17년) 박순은 서울에서 당시 홍문관 교리(校理-정5품)였던 아버지 박우와 어머니 당악 김씨(棠岳 金氏)의 차남으로 태어났다. 그는 박우가 45세에 얻은 늦둥이였는데 어린 나이에도 문리를 터득하는 속도가 매우 빨라, 8세 다니던 서당 훈장이 '내가 감히 너의 스승이 될 수 있겠는가?'라고 했다는 일화가 남아있다. 동국삼박(東國三朴)의 하나였던 아비 육봉 역시 차남이 지은 글을 보고 '이 늙은이가 무릎을 꿇어야 하겠다'고 했다는 기록 역시 보인다.

## 청년기
1540년(중종 35년) 18세가 되던 해에 소과에 응시했다. 진사 3등(三等) 51위로 합격하여 성균관에 들어갔다. 아울러 같은 화담 동문인 홍인우, 허엽, 남언경 등과 함께 성균관에서 글을 읽으며 공부의 폭을 차츰 늘려갔다.
1547년 25세 때 부친상을 당하여 형 연파처사 박개(朴漑)와 더불어 3년 동안 여묘살이를 했다. 시묘를 너무 극진히 하다 건강을 해쳐 소상을 지낸 뒤에도 죽을 먹어야 했다.
1549년에는 그의 시조묘(始祖廟)가 있는 대전에 '사암'이란 서실(書室)을 짓고 글을 읽었는데, 스승 서경덕의 방법론 그대로 독자적인 학문 연구를 시작, 근처 유생들과 벼슬아치들이 그를 사암선생(思庵先生)이라 높여 불렀다. 어려서는 호가 청하자(靑霞子)였으나 이때부터 사암(思菴)을 주로 썼다. 박순은 독자 연구의 단점인 학문의 좁은 폭을 넓히기 위해 남명 조식과 퇴계 이황 등을 찾아다니며 배웠다.
특히 그가 성균관 학사로서 서울을 지켜야 했던 시절에, 경상우도 창녕에 살던 남명에게 자기의 견해나 질문을 담은 서간을 자주 주고 받았으며, 남명이 상경할 때마다 곁에 붙어다니며 의문나는 점을 집요하게 물었다. 반대로 조식이 귀향할 때에는 항상 한강 나루까지 배웅했다고 한다. 조식의 사후 그를 애도하는 애시(哀詩) 1수가 남아있다.

## 출사
1553년(명종 8년) 31세의 나이로 대과에 응시했다. 해당 시험은 명종이 특히 갑과를 직접 주관했는데 그의 답안을 보고 감탄한 왕의 몇가지 직접 질문에 뛰어난 답을 제시하여 장원으로 급제했다. 갑을병 세 등급의 과거에서 갑과 1등이었던 그는 핵심요직인 이조좌랑(吏曹佐郞-6품), 홍문관수찬(修撰-정6품), 교리(校理-정5품) 등 핵심 요직을 두루 거쳤고, 당시 젊은 신진 관료들에게 주어졌던 안식년에 궁궐 도서관인 호당(湖堂)에서 글을 읽었다.
당시 일화가 남아있는데, 어느날 명종이 호당의 학사들을 불러 경전의 뜻을 강론하라 명령하고 글을 짓게한 후 주연을 베풀었고, 술병을 직접 들고 술을 가득히 따라 권하고는 금련촉의 고사를 본따 학사들에게 왕실 전용의 촛불을 들려 돌려보냈다. 이튿날 우의정 상진(商震)이 학사들을 데리고 명종의 앞에서 감사인사를 하는데 매우 성대했다고 한다.
1556년(명종 11년) 의정부 검상(檢詳-정5품), 사인(舍人-정4품)으로 승진한 후 어사가 되어 충청도를 돌았고, 홍문관(弘文館) 응교(應敎-정4품)로 승진하여 부마(왕의 사위)가 밀수한 물목을 압수하기도 하는 등, 권력의 높이에 굴하지 않고 잘못된 점을 시정하려 노력했다.

## 사림운동
1561년(명종 16년) 왕명으로 홍문관에서 임백녕(林百齡)의 시호를 정해 올리라는 령이 떨어졌다. 임백녕은 1546년에 명나라에 사신으로 갔다오다 도중 사망했는데, 그는 생전에 윤원형, 정순붕(鄭順朋), 허자(許磁), 이기(李芑) 등과 함께 명종을 추대하여 공을 세우고, 을사사화를 일으켜 사림 선비들을 죽였다. 그들은 명종 추대에 반대하고 윤원형 등을 탄핵했던 문충공 송인수 등은 물론이고 신진 사림들까지 누명을 씌워 숙청하고 자신들의 공훈을 멋대로 했다. 대비의 친오빠였던 윤원형이 영의정이었고, 명종을 추대했던 소위 소윤(少尹) 일파인 훈구공신들이 요직에 포진하고 있는 상황에서 죽은 임백녕에게 큰 명예가 주어질 것은 누가봐도 뻔했다.
이 때문에 홍문관은 눈치를 볼 수 밖에 없었다. 시호는 임금이 내리는 이름으로 신하의 공을 따져 붙이기 때문에 명종 즉위에 공이 있던 임백녕에게 '충(忠)'자가 내려질 것은 당연한 일이었다. 그런데 박순이 사림에게 누명을 씌웠던 임백녕의 잘못을 지적하여 이를 반대하고 시호를 '소이(昭夷)'로 폄하시켜 관철시켰다. 보고를 받은 영의정 윤원형이 혀를 차며“임공(林公)은 나라의 원훈(元勳)인데 시호에 충 하나를 못넣는단 말인가?”라고 못마땅해 했다.
훈구공신들이 흥분하여 박순을 국문하자 혹은 죽이자 주장했고, 지켜보는 자들마다 염려했으나 박순은 태연했다. 훈구대신들의 눈치도 있었고 무엇보다 자신의 즉위에 공이 있었던 임백녕이었으므로, 명종이 박순을 중죄로 다스리려고 하다가 조정과 사림들의 여론 때문에 차마 죽이지는 못하고 파직시켜 축출시켰다. 송시열의 글에 따르면 박순이 너무도 아무 일 없는 듯 행동하였기 때문에 가족들은 그런 일이 있었는 지조차 몰랐다 한다. 사단이 난 날 어린 딸이 반갑게 마중나오자, 박순이 딸의 손을 잡고 웃으며 말하기를,“자칫하면 너를 다시 못 볼 뻔했구나”고 했다한다. 그 이튿날 파직된 박순은 아버지의 고향인 전남 광주로 내려갔다.
1562년(명종17년), 부친 박우의 고향인 광주 송정리에서 1년간 독서 중 명종이 다시 그를 불러 한산(韓山)군수(郡守-정4품 외직)에 임명했다. 그는 사림 운동의 연장선에서 그 지방의 사림 육성책으로, 공무가 끝난 후에도 정사(亭舍)로 가 그날그날 커리큘럼을 정하여 강론하고 이웃 고을 선비들과 글을 읽었다. 이것이 점점 소문이 나 인재들이 모여들었다.
1563년(명종18년)에 성균관 사성(司成-정3품)으로 불려 들어가 시강원(侍講院-조선 시대 왕세자의 교육을 담당한 관청) 보덕(輔德-종3품), 사헌부 집의(執義-종3품), 홍문관 직제학(直提學-정3품 당하관)을 역임하면서 차자(箚子-국왕에게 올리는 간단한 서식의 상소문)를 올려 시사(時事)를 논하였고 승정원 동부승지(同副承旨-정3품 당상관)로 승진하였다.
승지로서 왕의 비서실장 역할을 했던 그는 그후 이조참의(吏曹參議-정3품 당상관)에서 사간원 대사간(大司諫-정3품 대사간)으로 옮겼다. 그 뒤 대사간에서 한 번 교체되었다가 다시 임명되어 요승(妖僧) 보우의 죄를 논하여 치죄할 것을 요청하고 또 윤원형을 탄핵하여 축출하였다.
사후 1591년(선조 24) 종계변무가 성사되자 그는 광국원종공신 1등에 특별히 책록되었다.

## 가족 관계
- 부인 : 장흥 고씨
  - 장녀 : 전주 이씨 양녕대군의 후손 용천부사(龍川府使) 이희간(李希榦, 1553 ~ ?)에게 출가
    - 외손자 : 별제(別提) 이광(李茪, 1571 ~ ?)
    - 외손자 : 첨사(僉使) 이택(李澤, 1574 ~ ?)

  - 서자 : 박응서(朴應犀) - 제사 및 적통은 조카 박응(朴應)이 이음